# Tripleuchlanis plicata
Tripleuchlanis plicata is een soort in de taxonomische indeling van de raderdieren (Rotifera). 
Het dier behoort tot het geslacht Tripleuchlanis en behoort tot de familie Euchlanidae. De wetenschappelijke naam van de soort werd voor het eerst geldig gepubliceerd in 1894 door Levander.